# Griesbach-au-Val
 Griesbach-au-Val  (en alsacià Grischbe im Dàl) és un municipi francès, situat a la regió del Gran Est, al departament de l'Alt Rin. L'any 1999 tenia 736 habitants.

## Demografia
| 1962 | 1968 | 1975 | 1982 | 1990 | 1999 |
| ---- | ---- | ---- | ---- | ---- | ---- |
| 463  | 487  | 483  | 519  | 587  | 736  |

## Administració
| Període   | Identitat    | Partit |
| --------- | ------------ | ------ |
| 2001-2008 | Bernard Lau  |        |
| 2008-     | Daniel Furth |        |